# Эгина (мифология)

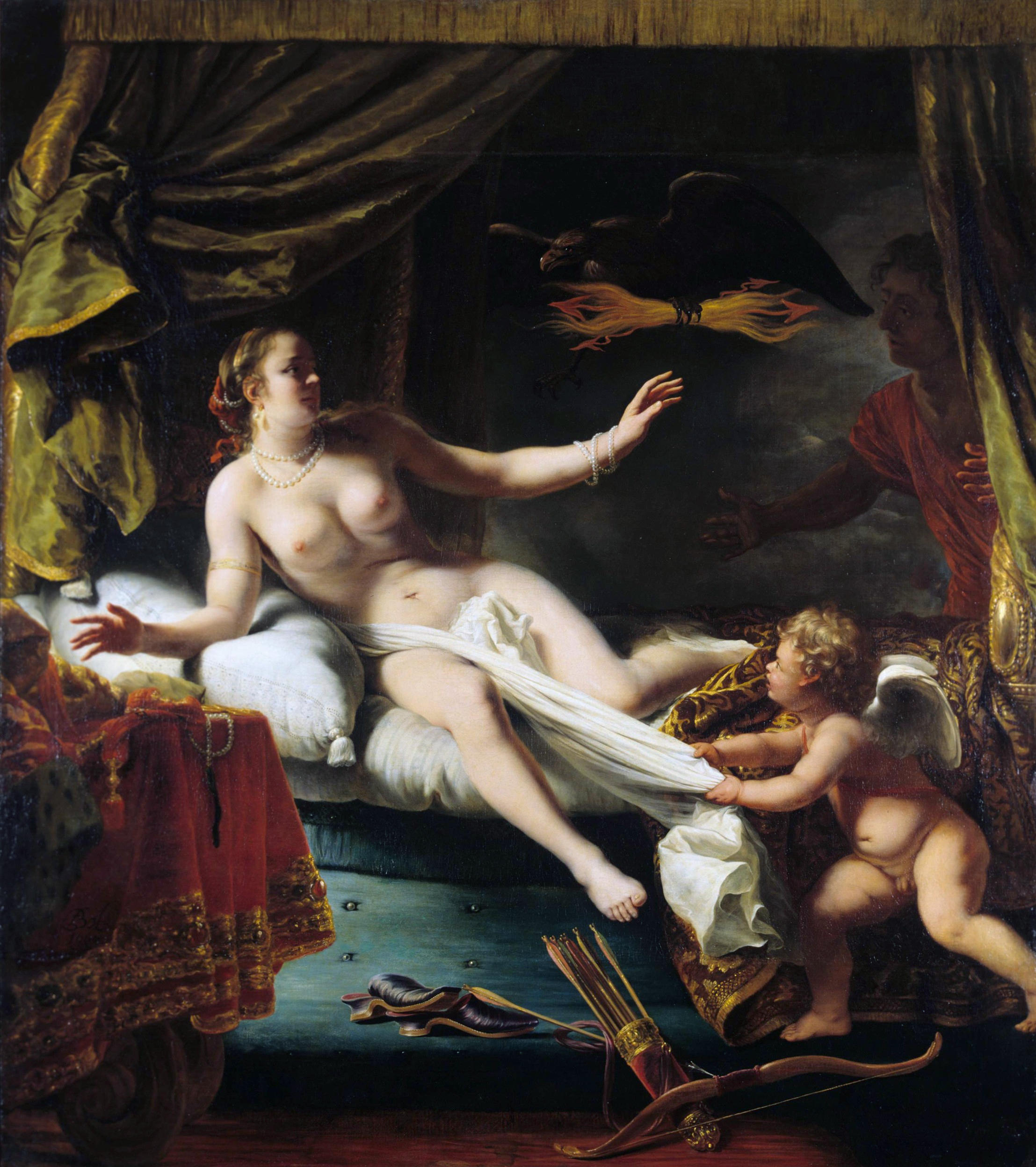
Эгина в ожидании Зевса, картина Фердинанда Бола

Эгина (др.-греч. Αἴγινα) — персонаж древнегреческой мифологии, речная нимфа, возлюбленная Зевса и мать Эака. Эпоним острова в Сароническом заливе. Похищение Эгины Зевсом часто изображали античные скульпторы.

## В мифологии
Эгина была одной из двадцати дочерей речного бога Асопа Флиасийского. Существует и альтернативная версия, которая называет её сестрой Фивы, то есть дочерью Асопа Беотийского. Античные авторы упоминают Эгину в связи с городом Флиунт, находившимся между Сикионом и Арголидой: Зевс, прослышав о красоте Эгины, либо поселил её в этом городе, либо наоборот похитил её из Флиунта и, опасаясь ревности Геры, перенёс на остров Энопия или Энона в Сароническом заливе. В дальнейшем этот остров получил название Эгина. Искавший дочь Асоп узнал, кто её похитил, от царя Коринфа Сизифа, но Зевс поразил Асопа молнией и не вернул ему девушку.
По разным данным, бог являлся Эгине, превращаясь в орла (так пишет Нонн Панополитанский) или в пламя (это версия Овидия). Эгина после этих встреч родила мальчика, который получил имя Эак и стал царём мирмидонян. Согласно одной из версий мифа, из ревности к сопернице Гера наслала на подданных Эака эпидемию, из-за которой вымерло всё население острова. Впоследствии Эгина переселилась в Фессалию, где стала женой фокейского героя Актора. По одной версии, отец Патрокла Менетий приходился ей сыном, по другой — внуком через дочь Дамократею (именно последняя в таком случае была женой Актора, а не её мать). Автор схолий к «Аргонавтике» Аполлония Родосского упоминает Синопу — дочь Эгины и бога войны Ареса.

## Память
Жители Флиунта создали для Олимпии статуи дочерей Асопа Флиасийского и, в частности, изваяние Эгины, которую обнимает Зевс. В Дельфах как минимум до II века н. э. стояла ещё одна статуя Эгины — тоже дар флиасийцев, созданный вместе с медным изваянием Зевса. Судя по упоминаниям этих произведений искусства, скульпторы Древней Греции любили изображать похищение матери Эака. Кроме того, Плиний Старший рассказывает о картине Эласиппа на тот же сюжет. Сохранились изображения похищения Эгины на двух вазах.
Эгина изображена на картинах голландского живописца Фердинанда Бола и француза Жана-Батиста Грёза. Этот персонаж фигурирует в пилотном эпизоде американского телесериала «Удивительные странствия Геракла» (1995 год), где его играет Клэр Кэри. В честь Эгины был назван астероид (91) Эгина, открытый в 1866 году.
Существует предположение, что легенда о похищении Эгины — завуалированный рассказ о колонизации острова жителями Флиунта.